# Interscope Records
Interscope Records ist ein US-amerikanisches Musiklabel und ein Sublabel der Universal Music Group. Interscope bildet einen Teil der Universal-Labelgruppe Interscope-Geffen-A&M-Record. Unternehmensgründer und Präsident Jimmy Iovine verließ Interscope im Mai 2014. Seinen Posten als CEO übernahm John Janick.

## Unternehmensgeschichte
Interscope Records wurde 1989 von Jimmy Iovine und Ted Field gegründet. Zwei Jahre später, 1991, kaufte die Warner Music Group Interscope Records zu 50 %, um über den Verkauf und das Marketing des Musiklabels zu bestimmen. Ein Jahr später kam das Gangsta-Rap-Label Death Row Records hinzu. Als erster Künstler stellte Dr. Dre seinen ersten Song unter dem Gangsta-Rap-Label vor.
Für zehn Jahre war der größte finanzielle Erfolg für das Label der Verkauf von Snoop Doggs Debütalbum Doggystyle im Jahre 1993, bis der Verkauf von 50 Cents Debütalbum Get Rich or Die Tryin’ mehr einbrachte.
1995 kaufte MCA Music Entertainment (Vorgänger der Universal Music Group) Interscope Records völlig auf. Ein Jahr darauf kam Polygram zu Interscope. 1997 trennte sich Interscope von dem erfolgreichen Label Death Row Records. 1998 benannte sich Polygram zu Universal Music Records um. Ende 2007 schloss sich Interscope mit Geffen Records zusammen.
CEO Jimmy Iovine verließ Interscope im Mai 2014 um für Apple zu arbeiten. Sein Nachfolger wurde John Janick.

## Künstler
Zu den Künstlern des Labels zählen neben vielen anderen – vorwiegend im Hip-Hop-Bereich – unter anderem:
- 5 Seconds of Summer
- Dr. Dre
- Tupac Shakur (bis 1996; verstorben)
- +44
- Nine Inch Nails (bis 2007)
- Papa Roach (bis 2010)
- Limp Bizkit (bis 2011)
- Lady Gaga
- Olivia Rodrigo
- Nicole Scherzinger
- Lana Del Rey
- Gwen Stefani
- G Unit
- Mos Def
- JoJo
- Will Smith
- Jurassic 5
- OneRepublic
- Scars on Broadway
- Eminem
- Schoolboy Q
- Enrique Iglesias
- The Black Eyed Peas
- 50 Cent
- Pharrell Williams
- Tokio Hotel
- Pia Mia
- Soulja Boy
- Sheryl Crow
- Rise Against
- Zedd
- Carly Rae Jepsen
- blink-182 (bis 2012)
- Selena Gomez
- Maroon 5
- Imagine Dragons
- Skylar Grey
- Yelawolf
- Marilyn Manson
- Tory Lanez
- Juice Wrld (bis 2019; verstorben)
- 6lack
- Billie Eilish
- Madonna
- Lil Mosey
- Kendrick Lamar
- Machine Gun Kelly
- d4vd
- Dermot Kennedy